# L'Île des enfants perdus
Ne doit pas être confondu avec La Fleur de l'âge (film, 1947).
L'Île des enfants perdus est le sixième tome de la série de bande dessinée Les Mondes de Thorgal - Kriss de Valnor, dont le scénario a été écrit par Xavier Dorison et Mathieu Mariolle et les dessins réalisés par Roman Surzhenko, à l'inverse des cinq premiers tomes de la série qui avaient tous été scénarisés par Yves Sente et dessinés par Giulio De Vita. L'album fait partie d'une série parallèle (Les Mondes de Thorgal) qui suit les aventures de personnages marquants de la série principale.

## Synopsis
Kriss de Valnor se réveille sur une plage et est recueillie par un herboriste, Osian, et son apprentie, Erwin.
Alors qu'elle allait prendre le chemin pour retrouver son royaume et son trône, elle et ses nouveaux alliés sont chassés par des soldats du roi Magnus, l'ennemi de Kriss, et sont obligés de se laisser emporter par les flots violents du "lac-océan". 
Ils se retrouvent alors sur une île étrange, habitée par de curieux enfants.
Là, Kriss tente coûte que coûte de construire un radeau pour rejoindre le Nord-Levant. En effet, si elle disparaît plus de 7 jours des yeux de son roi, elle sera répudiée et déchue de son trône.
Les enfants de l'île insistent pour qu'Erwin fasse partie de leur communauté, via une sorte de rituel d'initiation.
Ceux-ci tuent finalement Osian mais ne font que blesser Kriss qui brûle Umaï, leur "arbre de vie", les faisant tous disparaître comme par magie.
Erwin est gravement blessée. Mourante, elle implore Kriss d'abandonner son trône pour chercher Aniel et jouer enfin son rôle de mère.
Jolan et ses hommes, à la recherche de Kriss, sont attirés sur l'île par l'incendie de l'arbre. Jolan trouve une tombe sur laquelle le médaillon de Kriss est accroché. Il en conclut qu'elle est morte.

## Publications
- Le Lombard, novembre 2015,  (ISBN 978-2803635474)